# Enteropogon macrostachyus
Enteropogon macrostachyus là một loài thực vật có hoa trong họ Hòa thảo. Loài này được (A.Rich.) Munro ex Benth. mô tả khoa học đầu tiên năm 1881.